# World RX de Noruega 2017
El World RX de Noruega 2017, oficialmente Team Verksted World RX of Norway es una prueba de Rallycross en Noruega válida para el Campeonato Mundial de Rallycross. Se celebró en el Lånkebanen en Hell, Nord-Trøndelag, Noruega
Johan Kristoffersson consiguió su segunda victoria de la temporada a bordo de su Volkswagen Polo GTI, seguido de Andreas Bakkerud y Sébastien Loeb.
En RX2 el francés Cyril Raymond consiguió su tercera victoria de la temporada, seguido de Tanner Whitten y Dan Rooke.

## Supercar

### Series
| Pos. | No. | Piloto                    | Equipo                    | Auto                | Q1  | Q2  | Q3  | Q4  | Pts |
| ---- | --- | ------------------------- | ------------------------- | ------------------- | --- | --- | --- | --- | --- |
| 1    | 13  | Andreas Bakkerud          | Hoonigan Racing Division  | Ford Focus RS       | 5º  | 1º  | 2º  | 2º  | 16  |
| 2    | 1   | Mattias Ekström           | EKS RX                    | Audi S1             | 1º  | 2º  | 3º  | 4º  | 15  |
| 3    | 11  | Petter Solberg            | PSRX Volkswagen Sweden    | Volkswagen Polo GTI | 4º  | 3º  | 6º  | 1º  | 14  |
| 4    | 3   | Johan Kristoffersson      | PSRX Volkswagen Sweden    | Volkswagen Polo GTI | 2º  | 9º  | 1º  | 21º | 13  |
| 5    | 9   | Sébastien Loeb            | Team Peugeot-Hansen       | Peugeot 208         | 3º  | 7º  | 10º | 12º | 12  |
| 6    | 43  | Ken Block                 | Hoonigan Racing Division  | Ford Focus RS       | 13º | 8º  | 8º  | 5º  | 11  |
| 7    | 71  | Kevin Hansen              | Team Peugeot-Hansen       | Peugeot 208         | 6º  | 16º | 11º | 3º  | 10  |
| 8    | 15  | Reinis Nitišs             | EKS RX                    | Audi S1             | 7º  | 10º | 12º | 8º  | 9   |
| 9    | 7   | Timur Timerzyanov         | STARD                     | Ford Fiesta         | 11º | 12º | 7º  | 8º  | 8   |
| 10   | 57  | Toomas Heikkinen          | EKS RX                    | Audi S1             | 14º | 6º  | 5º  | 16º | 7   |
| 11   | 44  | Timo Scheider             | MJP Racing Team Austria   | Ford Fiesta         | 9º  | 11º | 16º | 6º  | 6   |
| 12   | 21  | Timmy Hansen              | Team Peugeot-Hansen       | Peugeot 208         | 8º  | 5º  | DNF | 7º  | 5   |
| 13   | 96  | Kevin Eriksson            | MJP Racing Team Austria   | Ford Fiesta         | 22º | 4º  | 4º  | 14º | 4   |
| 14   | 6   | Jānis Baumanis            | STARD                     | Ford Fiesta         | 12º | 14º | 9º  | 11º | 3   |
| 15   | 87  | Jean-Baptiste Dubourg     | DA Racing                 | Peugeot 208         | 10º | 13º | 15º | 15º | 2   |
| 16   | 68  | Niclas Grönholm           | GRX                       | Ford Fiesta         | 18º | 18º | 13º | 10º | 1   |
| 17   | 100 | Guy Wilks                 | LOCO World RX Team        | Volkswagen Polo     | 20º | 15º | 14º | 13º |     |
| 18   | 60  | Joni-Pekka Rajala         | Vaaranmaa Racing          | Mitsubishi Mirage   | 17º | 19º | 17º | 17º |     |
| 19   | 36  | Guerlain Chicherit        | Guerlain Chicherit        | Renault Clio        | 15º | 17º | 18º | DNF |     |
| 20   | 78  | Laurent Bouliou           | Laurent Bouliou           | Peugeot 208         | 16º | 20º | 21º | 20º |     |
| 21   | 84  | Hervé "Knapick" Lemonnier | Hervé "Knapick" Lemonnier | Citroën DS3         | 19º | 21º | 20º | 19º |     |
| 22   | 10  | "Csucsu"                  | Speedy Motorsport         | Kia Rio             | 21º | 22º | 19º | 18º |     |

### Semifinales
Semifinal 1
| Pos. | No. | Piloto            | Equipo                   | Tiempo   | Pts |
| ---- | --- | ----------------- | ------------------------ | -------- | --- |
| 1    | 13  | Andreas Bakkerud  | Hoonigan Racing Division | 4:04.118 | 6   |
| 2    | 9   | Sébastien Loeb    | Team Peugeot-Hansen      | +1.116   | 5   |
| 3    | 7   | Timur Timerzyanov | STARD                    | +2.649   | 4   |
| 4    | 11  | Petter Solberg    | PSRX Volkswagen Sweden   | +2.917   | 3   |
| 5    | 44  | Timo Scheider     | MJP Racing Team Austria  | +3.713   | 2   |
| 6    | 71  | Kevin Hansen      | Team Peugeot-Hansen      | +4.747   | 1   |

Semifinal 2
| Pos. | No. | Piloto               | Equipo                   | Tiempo   | Pts |
| ---- | --- | -------------------- | ------------------------ | -------- | --- |
| 1    | 3   | Johan Kristoffersson | PSRX Volkswagen Sweden   | 3:59.754 | 6   |
| 2    | 1   | Mattias Ekström      | EKS RX                   | +1.380   | 5   |
| 3    | 21  | Timmy Hansen         | Team Peugeot-Hansen      | +3.922   | 4   |
| 4    | 43  | Ken Block            | Hoonigan Racing Division | +4.086   | 3   |
| 5    | 57  | Toomas Heikkinen     | EKS RX                   | +5.238   | 2   |
| 6    | 15  | Reinis Nitišs        | EKS RX                   | +5.985   | 1   |

### Final
| Pos. | No. | Piloto               | Equipo                   | Tiempo   | Pts |
| ---- | --- | -------------------- | ------------------------ | -------- | --- |
| 1    | 3   | Johan Kristoffersson | PSRX Volkswagen Sweden   | 3:57.461 | 8   |
| 2    | 13  | Andreas Bakkerud     | Hoonigan Racing Division | +1.947   | 5   |
| 3    | 9   | Sébastien Loeb       | Team Peugeot-Hansen      | +3.815   | 4   |
| 4    | 1   | Mattias Ekström      | EKS RX                   | +4.267   | 3   |
| 5    | 21  | Timmy Hansen         | Team Peugeot-Hansen      | +4.436   | 2   |
| 6    | 7   | Timur Timerzyanov    | MJP Racing Team Austria  | +6.414   | 1   |

## RX2 International Series

### Series
| Pos. | No. | Piloto               | Equipo                     | Q1  | Q2  | Q3  | Q4  | Pts |
| ---- | --- | -------------------- | -------------------------- | --- | --- | --- | --- | --- |
| 1    | 13  | Cyril Raymond        | Olsbergs MSE               | 1º  | 13º | 1º  | 1º  | 16  |
| 2    | 11  | Tanner Whitten       | Olsbergs MSE               | 7º  | 4º  | 2º  | 2º  | 15  |
| 3    | 66  | William Nilsson      | JC Raceteknik              | 3º  | 2º  | 14º | 6º  | 14  |
| 4    | 40  | Dan Rooke            | Dan Rooke                  | 10º | 9º  | 3º  | 3º  | 13  |
| 5    | 69  | Sondre Evjen         | JC Raceteknik              | 16º | 1º  | 5º  | 10º | 12  |
| 6    | 9   | Glenn Haug           | Glenn Haug                 | 6º  | 16º | 4º  | 4º  | 11  |
| 7    | 96  | Guillaume De Ridder  | Guillaume De Ridder        | 4º  | 11º | 8º  | 7º  | 10  |
| 8    | 52  | Simon Olofsson       | Simon Olofsson             | 2º  | 3º  | 10º | DNF | 9   |
| 9    | 19  | Andreas Bäckman      | Olsbergs MSE               | 8º  | 14º | 6º  | 5º  | 8   |
| 10   | 21  | Marcus Höglund       | JC Raceteknik              | 15º | 5º  | 7º  | 12º | 7   |
| 11   | 55  | Vasily Gryazin       | Sports Racing Technologies | 5º  | 15º | 12º | 8º  | 6   |
| 12   | 8   | Simon Wågø Syversen  | Set Promotion              | 11º | 12º | 17º | 9º  | 5   |
| 13   | 43  | Tony Sormbroen       | BPG Motorsport             | DNF | 7º  | 9º  | 13º | 4   |
| 14   | 26  | Jessica Bäckman      | Olsbergs MSE               | 17º | 6º  | 13º | 15º | 3   |
| 15   | 51  | Sandra Hultgren      | Sandra Hultgren            | DNF | 10º | 15º | 11º | 2   |
| 16   | 12  | Anders Michalak      | Anders Michalak            | 14º | 8º  | DNF | 16º | 1   |
| 17   | 91  | Jonathan Walfridsson | Helmia Motorsport          | 13º | 17º | 11º | 17º |     |
| 18   | 56  | Thomas Holmen        | Bard Holmen                | 12º | 18º | 18º | 14º |     |
| 19   | 98  | Stein Frederic Akre  | Stein Frederic Akre        | 9º  | DNS | 16º | 18º |     |

### Semifinales
Semifinal 1
| Pos. | No. | Piloto              | Equipo                     | Tiempo   | Pts |
| ---- | --- | ------------------- | -------------------------- | -------- | --- |
| 1    | 13  | Cyril Raymond       | Olsbergs MSE               | 4:29.314 | 6   |
| 2    | 66  | William Nilsson     | JC Raceteknik              | +3.053   | 5   |
| 3    | 19  | Andreas Bäckman     | Olsbergs MSE               | +6.771   | 4   |
| 4    | 69  | Sondre Evjen        | JC Raceteknik              | +7.766   | 3   |
| 5    | 96  | Guillaume De Ridder | Guillaume De Ridder        | +8.722   | 2   |
| 6    | N.º | Vasily Gryazin      | Sports Racing Technologies | +11.033  | 1   |

Semifinal 2
| Pos. | No. | Piloto              | Equipo         | Tiempo   | Pts |
| ---- | --- | ------------------- | -------------- | -------- | --- |
| 1    | 11  | Tanner Whitten      | Olsbergs MSE   | 4:30.697 | 6   |
| 2    | 40  | Dan Rooke           | Dan Rooke      | +0.968   | 5   |
| 3    | 9   | Glenn Haug          | Glenn Haug     | +2.303   | 4   |
| 4    | 8   | Simon Wågø Syversen | Set Promotion  | +4.734   | 3   |
| 5    | 52  | Simon Olofsson      | Simon Olofsson | +5.024   | 2   |
| 6    | 21  | Marcus Höglund      | JC Raceteknik  | +6.584   | 1   |

### Final
| Pos. | No. | Piloto          | Equipo        | Tiempo   | Pts |
| ---- | --- | --------------- | ------------- | -------- | --- |
| 1    | 13  | Cyril Raymond   | Olsbergs MSE  | 4:27.125 | 8   |
| 2    | 11  | Tanner Whitten  | Olsbergs MSE  | +4.880   | 5   |
| 3    | 40  | Dan Rooke       | Dan Rooke     | +5.549   | 4   |
| 4    | 9   | Glenn Haug      | Glenn Haug    | +7.245   | 3   |
| 5    | 19  | Andreas Bäckman | Olsbergs MSE  | +9.154   | 2   |
| 6    | 66  | William Nilsson | JC Raceteknik | +10.867  | 1   |

## Campeonatos tras la prueba
| Pos | Piloto               | Pts | Dif |
| --- | -------------------- | --- | --- |
| 1   | Johan Kristoffersson | 151 |     |
| 2   | Mattias Ekström      | 143 | +8  |
| 3   | Petter Solberg       | 134 | +17 |
| 4   | Timmy Hansen         | 102 | +49 |
| 5   | Sébastien Loeb       | 102 | +49 |

| Pos | Driver         | Pts | Gap |
| --- | -------------- | --- | --- |
| 1   | Cyril Raymond  | 85  |     |
| 2   | Dan Rooke      | 73  | +12 |
| 3   | Tanner Whitten | 59  | +26 |
| 4   | Glenn Haug     | 52  | +33 |
| 5   | Simon Olofsson | 50  | +35 |

- Nota: solo se incluyen las cinco posiciones principales.

| Prueba previa: World RX de Gran Bretaña 2017 | Temporada 2017 del Campeonato Mundial de Rallycross | Siguiente prueba: World RX de Suecia 2017  |
| Prueba previa: World RX de Noruega 2016      | World RX de Noruega                                 | Siguiente prueba: World RX de Noruega 2018 |

- Datos: Q30539684
- Multimedia: 2017 World RX of Norway / Q30539684